# Ајрон Хаус (Калифорнија)
Ајрон Хаус (енгл. Iron Horse) насељено је место без административног статуса у америчкој савезној држави Калифорнија.

## Демографија
По попису из 2010. године број становника је 297, што је 24 (-7,5%) становника мање него 2000. године.
| Група             | 2000.       | 2010.       |
| Белци             | 294 (91,6%) | 273 (91,9%) |
| Афроамериканци    | 2 (0,6%)    | 0 (0,0%)    |
| Азијати           | 0 (0,0%)    | 1 (0,3%)    |
| Хиспаноамериканци | 18 (5,6%)   | 17 (5,7%)   |
| Укупно            | 321         | 297         |